# Sydkoreas damlandslag i landhockey

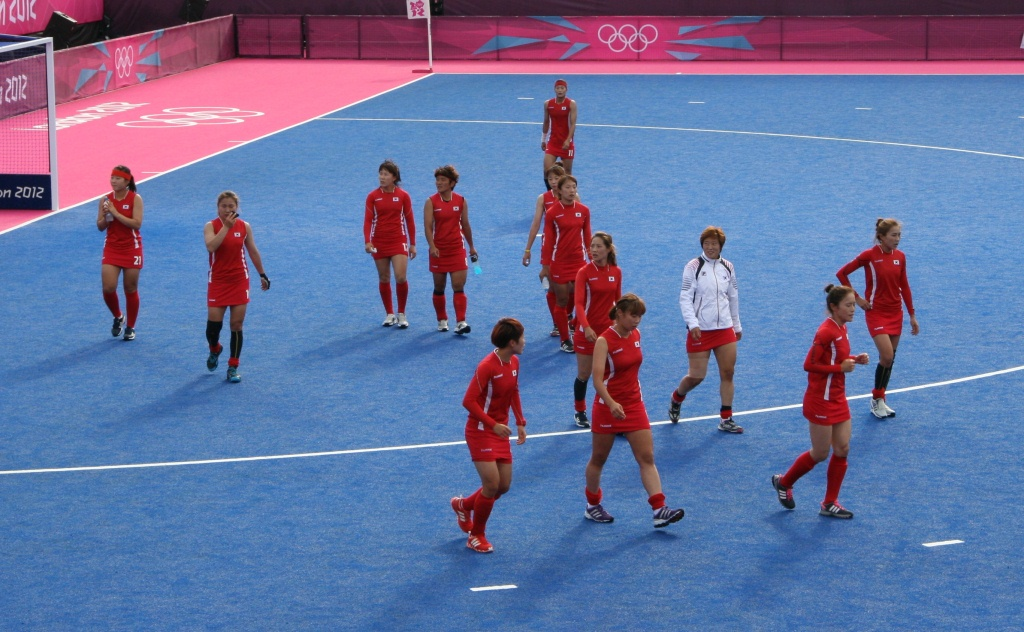
Sydkoreas damlandslag vid 2012 års olympiska turnering i London.

Sydkoreas damlandslag i landhockey representerar Sydkorea i landhockey på damsidan. Laget tog olympiskt silver 1988. och 1996. samt brons i världsmästerskapet 1990

### Fotnoter
1. ↑  Todor Krastev (22 mars 1988). ”Women Field Hockey Olympic Games 1988 Seoul (KOR) - 21-30.09 Winner Australia” (på engelska). Sport Statistics. Arkiverad från originalet den 29 juni 2015. https://web.archive.org/web/20150629083438/http://todor66.com/hockey/field/Olympic/Women_1988.html. Läst 27 juli 2015.
2. ↑  Todor Krastev (22 mars 1996). ”Women Field Hockey Olympic Games 1996 Atlanta (USA) - 20.07-01.08 Winner Australia” (på engelska). Sport Statistics. http://todor66.com/hockey/field/Olympic/Women_1996.html. Läst 27 juli 2015.
3. ↑  ”Women Field Hockey World Cup 1990 Sydney (AUS) - 02-13.05 Winner Netherlands” (på engelska). Sport Statistics. 22 mars 1990. Arkiverad från originalet den 3 mars 2016. https://web.archive.org/web/20160303225044/http://www.todor66.com/hockey/field/World/Women_1990.html. Läst 27 juli 2015.